# La France pittoresque
 (août 2024).
Si vous disposez d'ouvrages ou d'articles de référence ou si vous connaissez des sites web de qualité traitant du thème abordé ici, merci de compléter l'article en donnant les références utiles à sa vérifiabilité et en les liant à la section « Notes et références ».
La France pittoresque est un magazine consacré à la « petite histoire de France », lancé en décembre 2001 et ayant cessé de paraître en 2014.
Ne pas confondre avec « France pittoresque et monumentale. Histoire générale de France illustrée et expliquée par les monuments de toutes les époques » par Abel Hugo (1798-1855), imprimé chez Delloye, Paris, 1836 - 1843, format Jésus (18x27,5cm), 5 volumes reliés, illustré de plus de 700 riches iconographies de monuments, costumes, scènes historiques, cartes... même d'édifices disparus comme le château de Richelieu ou l'abbaye de Cluny... Abel Hugo fourmille d'anecdotes et d'érudition.

## Ligne éditoriale
Sa ligne éditoriale se situe à mi-chemin entre magazine de vulgarisation scientifique et loisir. À cette fin, le magazine est composé d'articles s'appuyant sur des chroniques d'époque illustrées de gravures anciennes. Il est financé par ses abonnements et ne contient pas de publicité.